# Socha svatého Jana Nepomuckého (Přeštice)
Socha svatého Jana Nepomuckého je součástí volného souboru čtyř soch a kašny na Masarykově náměstí v Přešticích, okres Plzeň-jih. Drobná stavba je zapsána v Ústředním seznamu kulturních památek České republiky.

## Historie
Barokní socha byla postavena na popud a nákladem němčického faráře Jakuba Xavera Hlávky v roce 1707. Je situována v severozápadní části náměstí před budovou radnice. V roce 2010 byla socha restaurována.

## Popis
Plastika svatého Jana Nepomuckého je provedena z pískovce. Sokl s dvoudílným nástavcem je posazen na nízké podestě čtvercového půdorysu se schůdkem na čelní straně. Čtyřboký sokl ve spodní třetině zdobí akantové listy, které se při hranách stáčejí do závitnic, v horní třetině má okosené rohy přecházející ve voluty s řetězy lískových svazečků, ve středu jsou zavěšeny kartuše. Nástavec je zakončen krycí deskou, jejíž hrany tvoří profilovanou římsu s okosenými rohy. Na krycí desce spočívá nízký plastický členěný podstavec se sochou světce.
Svatý Jan Nepomucký stojí v kontrapostu, levicí podpírá téměř kolmo položený kříž s Ježíšem, pravou ruku drží na prsou. Hlavu krytou biretem mírně naklání ke kříži, za ní má kovovou svatozář.